# Coelogyne rupicola
Coelogyne rupicola é uma espécie de orquídea epífita, família Orchidaceae, originária de Sabah, em Borneu.